# Touille
Touille is een gemeente in het Franse departement Haute-Garonne (regio Occitanie) en telt 204 inwoners (1999). De plaats maakt deel uit van het arrondissement Saint-Gaudens.

## Geografie
De oppervlakte van Touille bedraagt 6,6 km², de bevolkingsdichtheid is 30,9 inwoners per km².
De onderstaande kaart toont de ligging van Touille met de belangrijkste infrastructuur en aangrenzende gemeenten.

## Demografie
Onderstaande figuur toont het verloop van het inwonertal (bron: INSEE-tellingen).